# Mezquita Abou Bakr Al-Siddiq

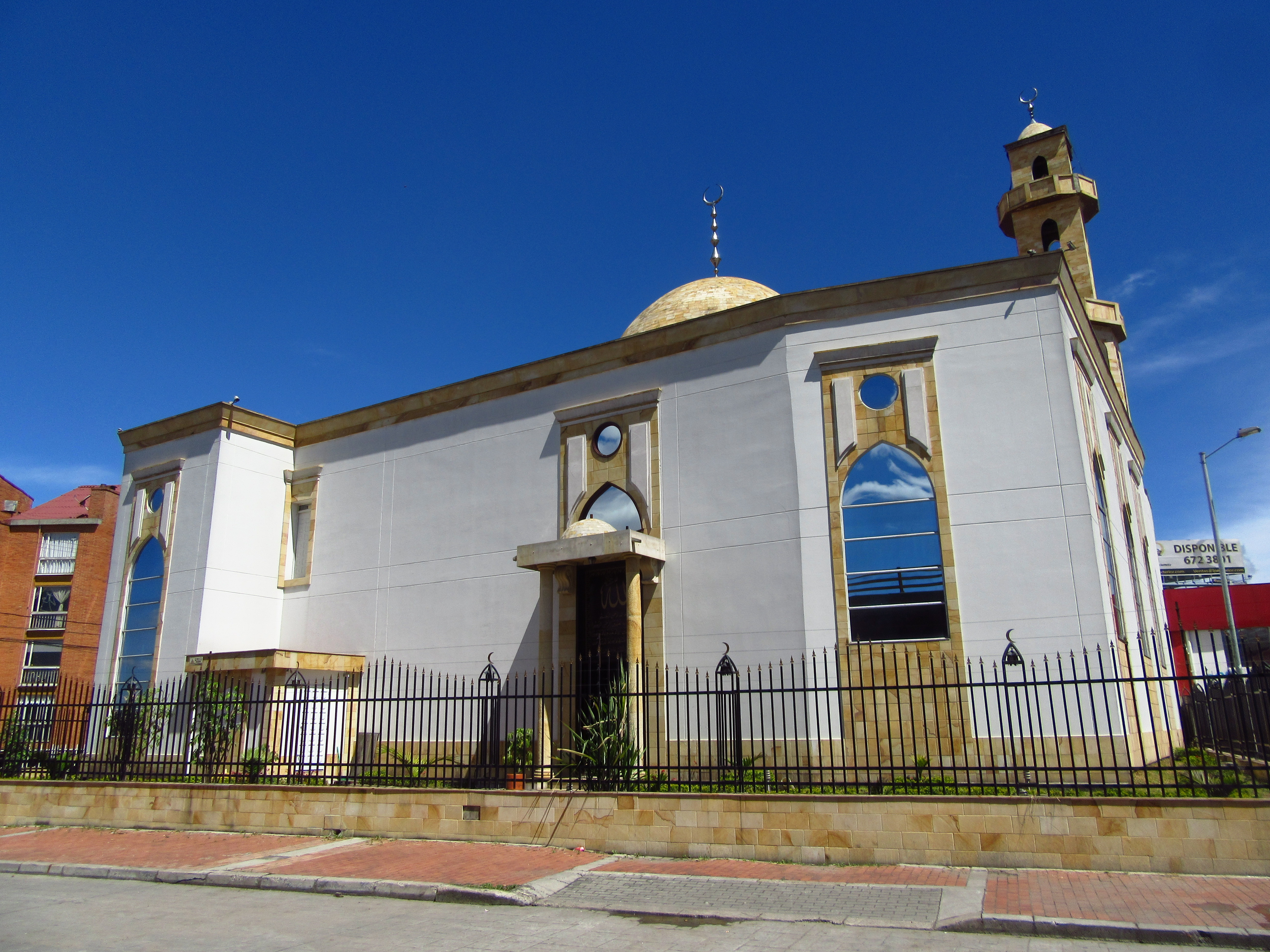
Mezquita Abou Bakr Alsiddiq

La Mezquita Abou Bakr Al-Siddiq es una mezquita ubicada en Bogotá, Colombia.

## Historia
El terreno donde se encuentra actualmente la mezquita se compró en 2010. Pronto se inició la construcción de la mezquita ese mismo año. Fue terminada 3 años después, en 2013, y se inauguró oficialmente ese mismo año.

## Arquitectura
La mezquita es la mezquita más grande de Bogotá.